# روهولاهتی

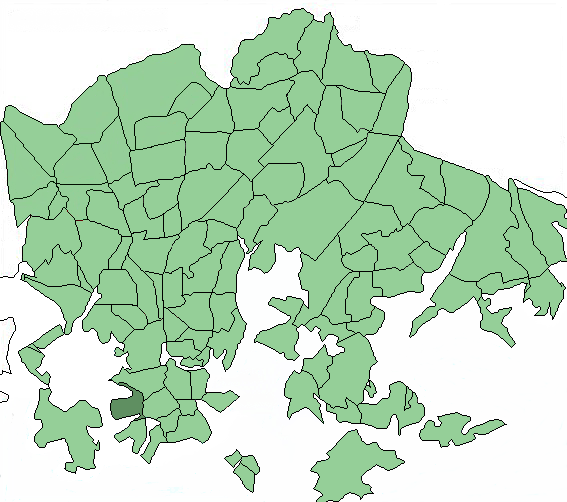
روهولاهتی در نقشه نواحی هلسینکی

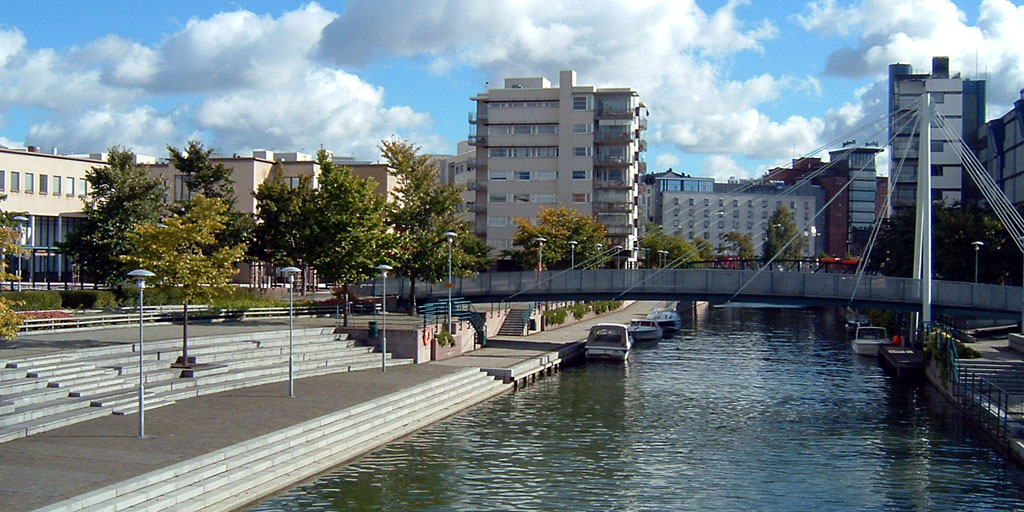
کانال روهولاهتی

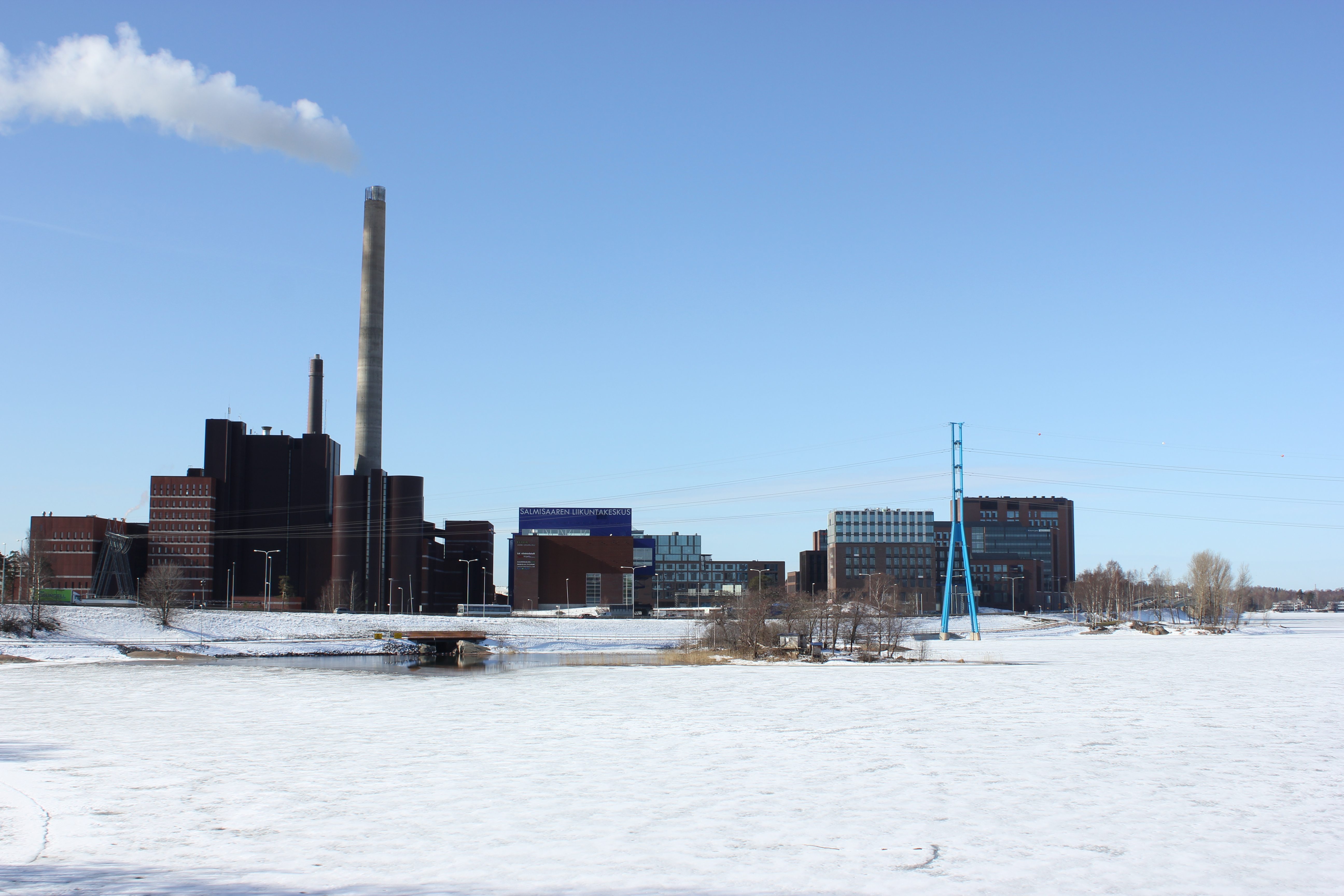
نمای منطقه روهولاهتی از شمال

روهولاهتی (فنلاندی: [ˈruo̯hoˌlɑhti] ; سوئدی: Gräsviken) یک محله در هلسینکی است که نزدیک به جزیره لاوتتاساری واقع شده‌است و به عنوان رابط اصلی بین مرکز شهر هلسینکی و شهر اسپو در غرب عمل می‌کند. تا تاریخ ۲۰۰۵ جمعیت روهولاهتی ۳۳۰۰ نفر بود

## نگارخانه

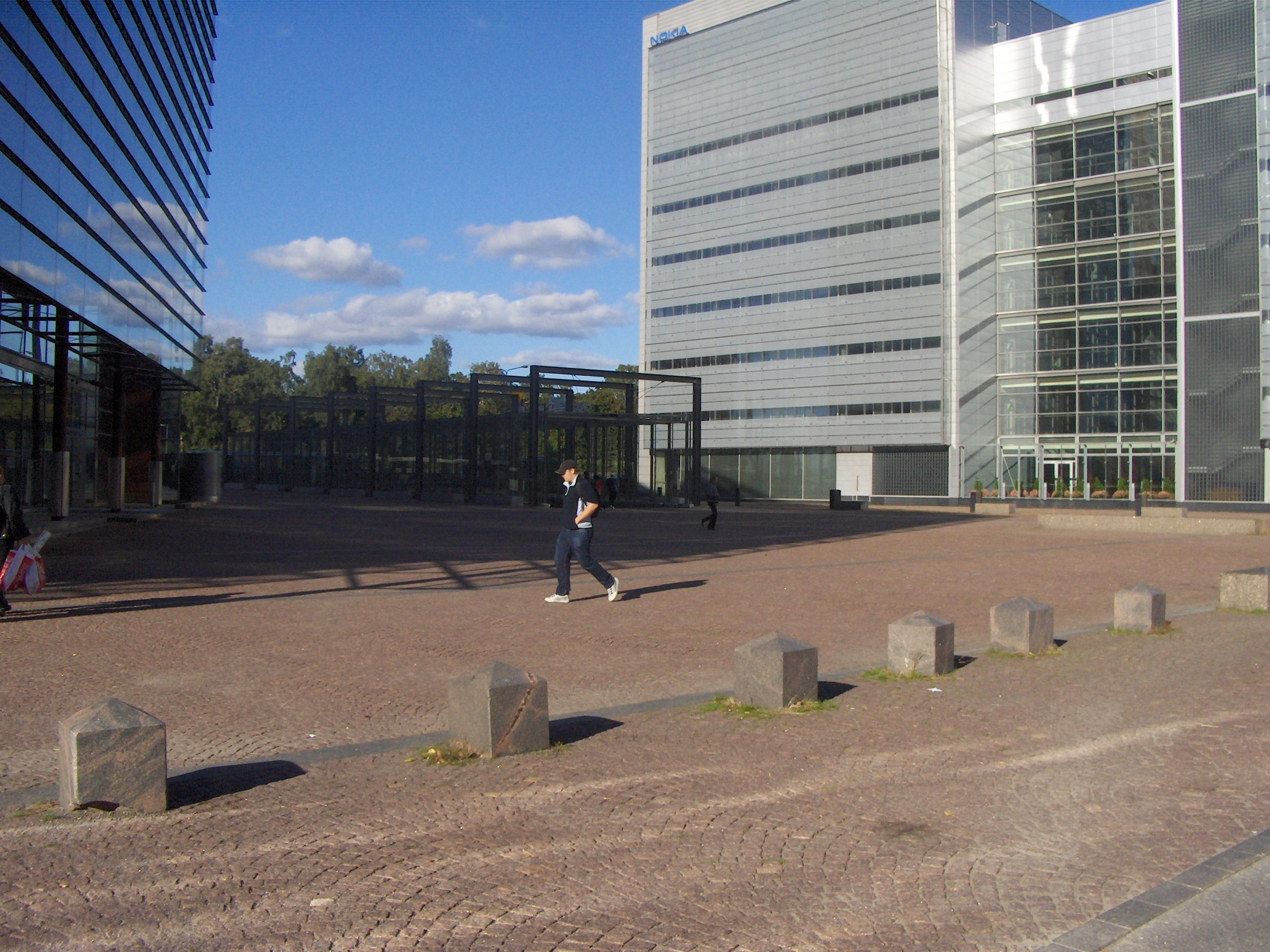
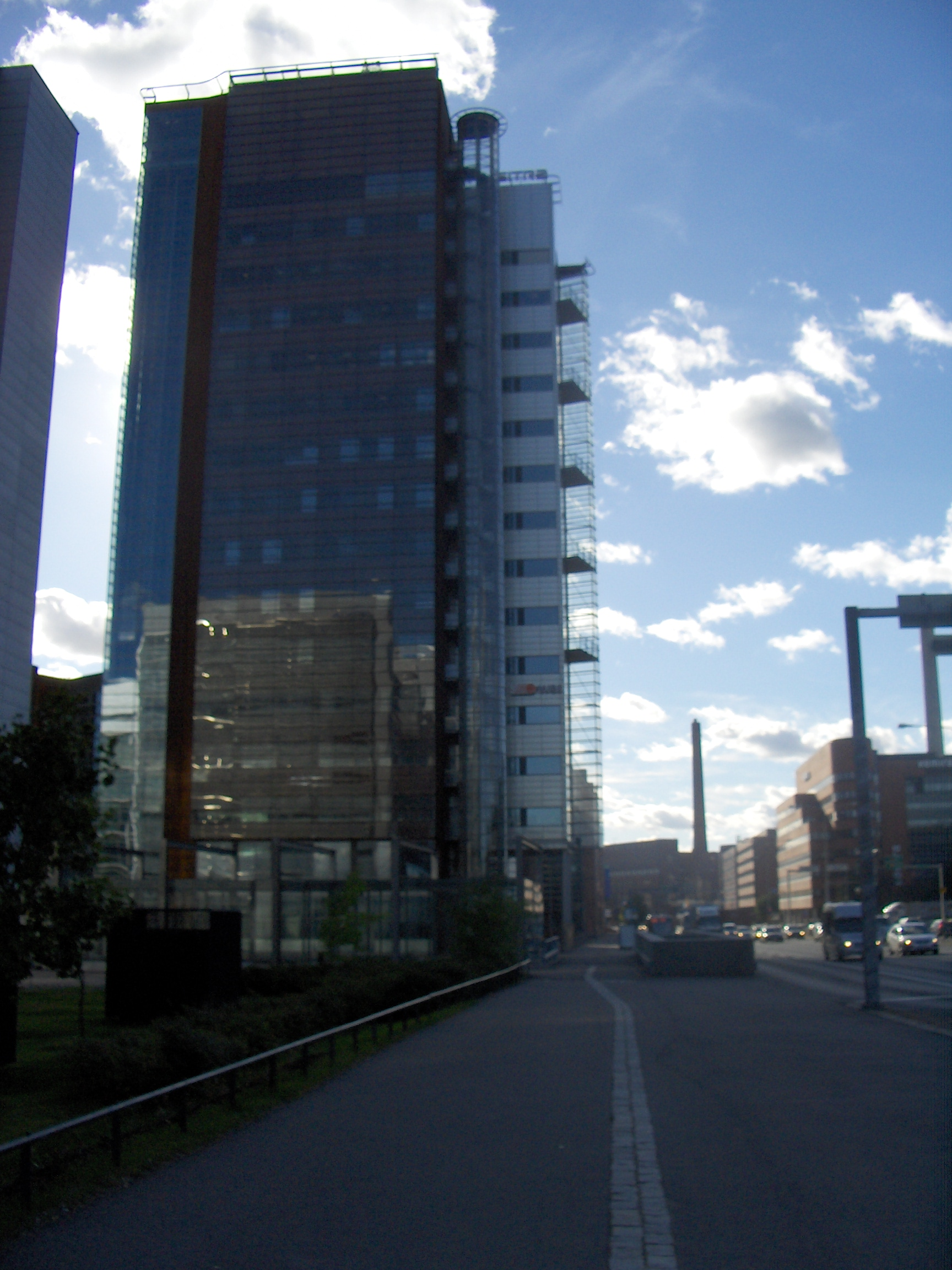
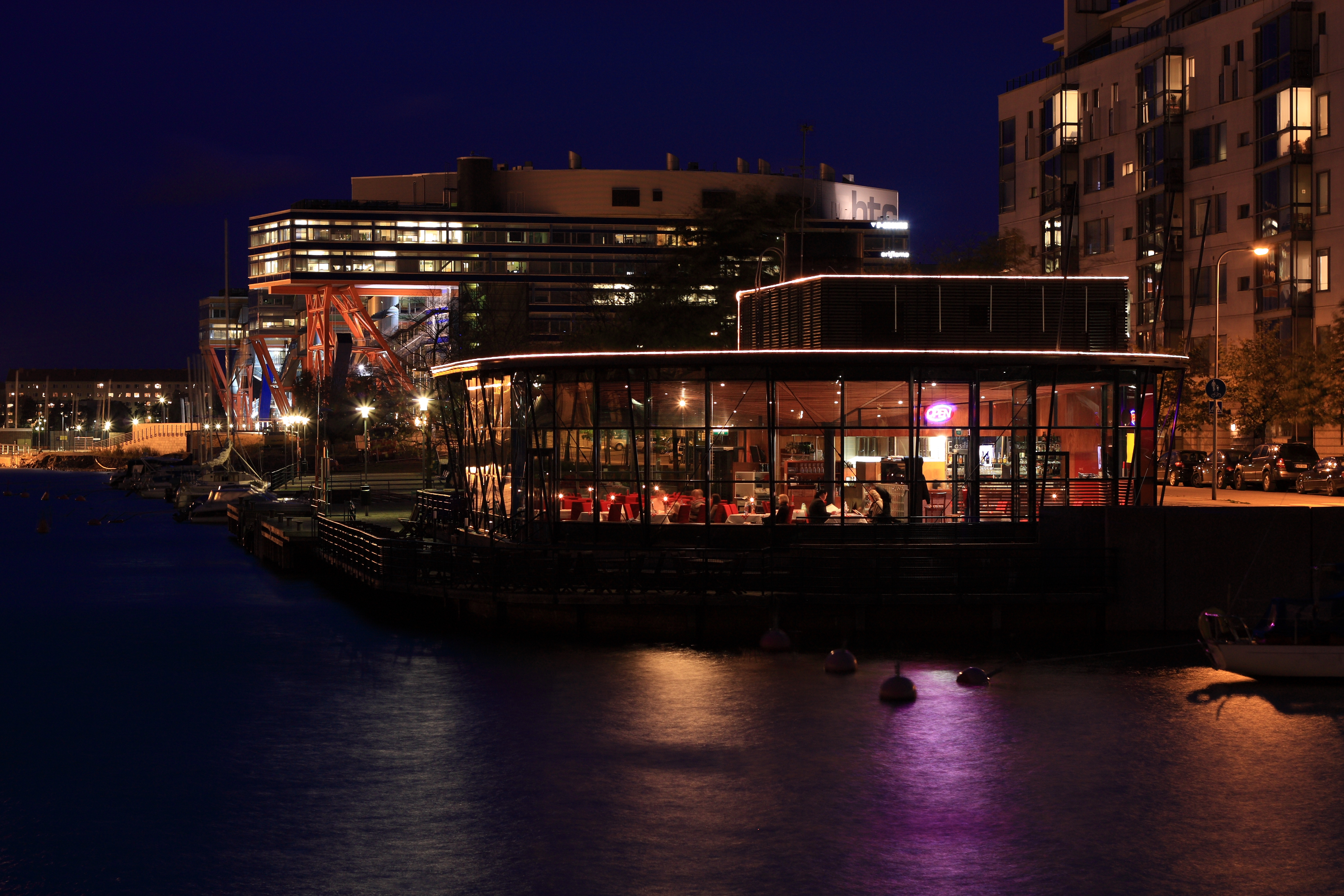
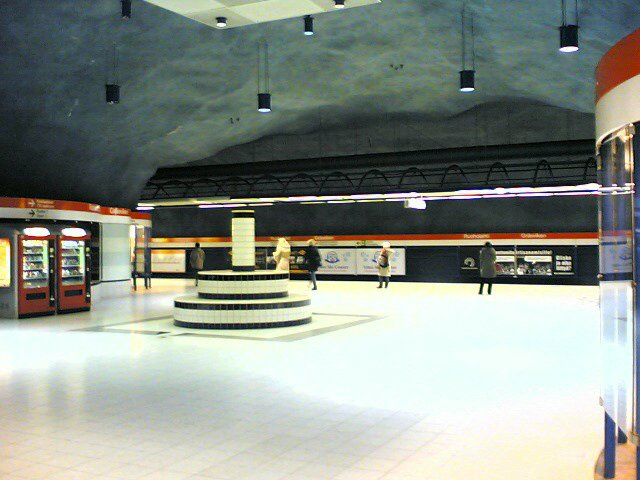
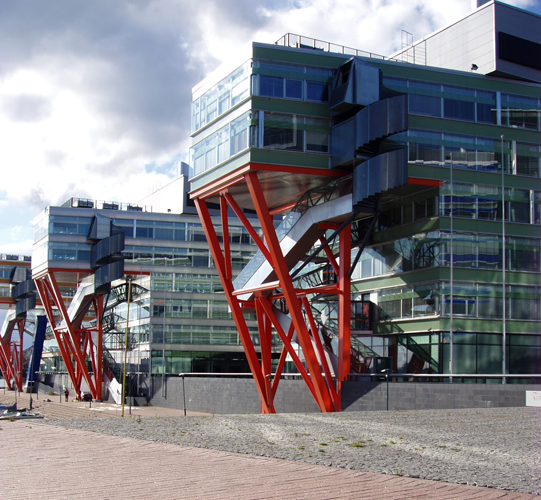